# Upor Péter
Upor Péter (Újpest, 1934. július 20. – Miskolc, 1971. november 5.) Jászai Mari-díjas magyar színművész.

## Életpályája
Két évig tanult a Színház- és Filmművészeti Főiskolán. Kezdetben a moszkvai rádió magyar nyelvű adásainak bemondója volt. 1954–1958 között az Állami Déryné Színház, 1958–1969 között a szolnoki Szigligeti Színház tagja volt. 1969-től haláláig a Miskolci Nemzeti Színház színésze volt. A Macbeth címszerepét próbálva a színpadon hunyt el 1971-ben.
Felesége Jánosi Olga színésznő volt, akitől egy fia, Péter született.

## Főbb színházi szerepei
- Horatio (William Shakespeare: Hamlet)
- Trofimov (Anton Pavlovics Csehov: Cseresznyéskert)
- Ferdinánd (Friedrich Schiller: Ármány és szerelem)
- Lysander (William Shakespeare: Szentivánéji álom)
- Christian (Edmond Rostand: Cyrano de Bergerac)
- D'Albafiorita gróf (Carlo Goldoni: A fogadósné)
- Tót (Örkény István: Tóték)
- Cassio (William Shakespeare: Othello)
- Don Cesar de Bazan (Victor Hugo: A királyasszony lovagja)
- Biberach; Simon bán (Katona József: Bánk bán)
- Quentin (Arthur Miller: Bűnbeesés után)
- Andrej (Anton Pavlovics Csehov: Három nővér)
- Edgar (William Shakespeare: Lear király)
- Mortimer (Friedrich Schiller: Stuart Mária)
- Ifj. James Tyron (Eugene O’Neill: Boldogtalan Hold)
- Escalus, Verona hercege (William Shakespeare: Romeo és Júlia)
- Hale tiszteletes (Arthur Miller: A salemi boszorkányok)
- Seres Laci (Dunai Ferenc: A nadrág)
- René (Ábrahám Pál: Bál a Savoyban)
- Simpson (Jacobi Viktor: Leányvásár)
- Lord Winchester (Lehár Ferenc: Luxemburg grófja)

## Filmes szerepei

### Játékfilm
- Egri csillagok (1968)

### Szinkron
| Év   | Cím                                          | Szereplő    | Színész           | Szinkron év |
| ---- | -------------------------------------------- | ----------- | ----------------- | ----------- |
| ?    | Bűnbak Rt.                                   | Pszichiáter | Helmut Wiedermann | 1970        |
| 1968 | Z, avagy egy politikai gyilkosság anatómiája | N/A         | N/A               | 1969        |

## Díjai és kitüntetései
- Jászai Mari-díj (1967)[7]